# 古斯塔沃·普耶
古斯塔沃·奧古斯托·“古斯”·普耶·多明格斯（西班牙語：Gustavo Augusto "Gus" Poyet Domínguez，西班牙語發音：[ˈɡus poˈʝet]，1967年11月15日—），簡稱古斯·普耶（Gus Poyet），出生在烏拉圭蒙特維多，是一名前烏拉圭足球員及现役足球教练，現任全北現代汽車主教練。普耶曾效力薩拉戈薩、車路士和熱刺等球會，曾执教布莱顿、桑德兰、雅典AEK、皇家贝蒂斯、上海綠地申花主教練。
普耶的兒子迪亞高（Diego）在查爾頓青訓學院接受足球訓練，並入選英格蘭U16。

## 球員生涯
1990年，普耶成為薩拉戈薩的一員。1994年，普耶協助球會贏得了西班牙國王盃，一年後在歐洲盃賽冠軍盃決賽中擊敗阿仙奴贏得冠軍。普耶在這場決賽擔任隊長，並且成為薩拉戈薩效力最長時間的外援球員。普耶合共代球會上陣了240場及攻入了60球。1997年，普耶轉投車路士。
普耶加盟車路士不久後便經歷了十字韌帶受傷，但是普耶趕及在歐洲盃賽冠軍盃決賽對史特加的賽事中上陣。緊接的一年，普耶攻入了14球，使他成為了車路士當季第二高入球量的球員，並且協助車路士以第三名的位置完成了賽季，其中包括對列斯聯的賽事中的一個致勝頭球，他亦在1998年歐洲超級盃對皇家馬德里的賽事中取得入球。1999/00球季，普耶替球會攻入了18球（再次使他成為了車路士當季第二高入球量的球員），包括在對新特蘭的賽事中的倒掛、對拉素的遠射和在足總杯四強對紐卡素的賽事中的入球，使球隊最終奪得足總杯。
2000年9月，克勞迪奧·雲尼亞里就任車路士領隊。雲尼亞里銳意將球會年輕化，使到年齡稍大的普耶不得不離開。2001年5月，普耶以220萬英鎊身價加盟熱刺。普耶合共代表車路士上陣了145場並且攻入了49球。
普耶在他加盟熱刺的首季攻入了14球並協助球會打進了聯賽盃決賽，不過最終以1-2敗給布力般流浪。2002年8月，普耶雖然飽受傷患和十字韌帶再次受傷的困擾，但他仍然上陣了98場並且攻入了23球。
普耶亦是烏拉圭國腳，並且協助烏拉圭贏得1995年美洲國家盃（普耶更被評為該場比賽的最佳球員）。他合共代表烏拉圭上陣了23場。

## 教練生涯

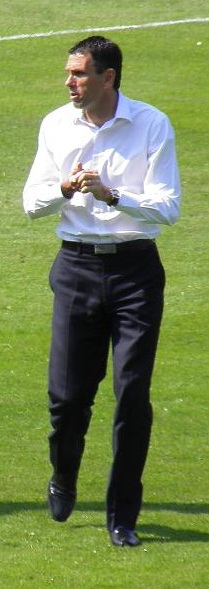
古斯塔沃·普耶在球场中的照片。

2006年7月，普耶成為了史雲頓的球員兼助教，與時任領隊前車路士隊友丹尼斯·韋斯共事。2006年10月23日，普耶和丹尼斯·韋斯共同獲准與列斯聯談論加盟事宜並且似乎會取代時任代理領隊約翰·卡佛的位置，直至史雲頓會方因賠償問題而存在分歧並撤銷了這次的准許。2006年10月24日，普耶獲確定成為列斯聯助教，而丹尼斯·韋斯則成為領隊。
2007年10月29日，普耶加盟了其前球會熱刺並擔任一隊教練，與領隊桑迪·拉莫斯共事。當普耶回到白鹿徑球場後，球會在決賽對車路士的賽事中法定時間憑迪米塔爾·貝碧托夫的十二碼入球打成平手，於加時再憑籍莊拿芬·活基治的頭球以2-1擊敗對手，贏得了2007/08球季的聯賽杯。
2008年10月25日，普耶與桑迪·拉莫斯等教練團成員離開了熱刺。普耶現在是Star TV和ESPN的西甲評述員，與此同時亦是天空體育的英超評述員。
2009年11月10日普耶獲聘為英甲球會白禮頓的領隊，簽約效力到來季季末。在帶隊取得第13位中游成績後，2010年7月23日普耶與白禮頓簽署四年長約。
-
2013年5月16日，普耶連同副領隊(Mauricio Taricco)及一隊教練(Charlie Oatway)被白禮頓球會管理層暫時中止職務並需接受查詢。
2013年6月10日，白禮頓宣佈副領隊(Mauricio Taricco)可恢復職務，但普耶及一隊教練(Charlie Oatway)仍繼續中止職務。
2013年6月24日，普耶於英國廣播公司現場為轉播洲際盃進行賽事分析時被電視台製作人員通知，白禮頓發出聲明革除普耶領隊職務。
2013年10月8日，英超榜尾球會桑德兰任命普耶為球會領隊，合約為期兩年。2015年3月15日新特蘭發出聲明，表示己跟前領隊普耶分道揚鑣。
2016年11月29日，上海申花宣布古斯塔沃·波耶特出任申花新一任主教练，2017年9月11日，上海申花宣布古斯塔沃·波耶特辞职。

## 榮譽

### 球員時期
薩拉戈薩
- 西班牙國王盃：1994
- （亞軍）：1993
- 西班牙超級盃：
- （亞軍）：1994
- 歐洲盃賽冠軍盃：1995

車路士
- 足總杯：2000
- 歐洲盃賽冠軍盃：1998
- 歐洲超級盃：1998

烏拉圭
- 美洲國家盃：1995

### 教練／領隊時期
熱刺
- 聯賽盃：2008年（一隊教練）

白禮頓
- 甲級聯賽冠軍：2010/11年（領隊）